# Tipula bitumidosa
Tipula bitumidosa är en tvåvingeart som beskrevs av Alexander 1971. Tipula bitumidosa ingår i släktet Tipula och familjen storharkrankar. Inga underarter finns listade i Catalogue of Life.